# Hal-Jadaldinni, Devadurga
Hal-Jadaldinni là một làng thuộc tehsil Devadurga, huyện Raichur, bang Karnataka, Ấn Độ.